# Smilax vitiensis
Smilax vitiensis là một loài thực vật có hoa trong họ Smilacaceae. Loài này được (Seem.) A.DC. miêu tả khoa học đầu tiên năm 1878.